# Santa Croce (Castel San Giorgio)
Santa Croce è una delle 11 frazioni che costituiscono il Comune di Castel San Giorgio, in provincia di Salerno.

## Geografia fisica
Si trova ai piedi della zona collinare della cittadina. Essa si caratterizza per la presenza di numerosi pendini abitati che si inerpicano su per la collina e che scendono sino alla SS 266 che divide a metà la frazione.

## Punti d'interesse
Sulla collina santacrocese è sito un antico castello medievale in rovina, raggiungibile da diversi sentieri. A Santa Croce si trovano anche i resti dell'antico Acquedotto Augusteo, oltre che la sobria quanto amata Chiesa di Santa Croce, citata già in documentazioni del 1181 e un panificio in attività dal 1902.

## Altro
A Santa Croce si trova un'importante industria estera operante nel campo delle costruzioni metalliche, nonché un vecchio edificio alcuni decenni or sono adibito a Scuola Agraria che fa parte di un terreno facente parte del Demanio dello Stato.